# Instinctools
Instinctools es una empresa global de desarrollo de software y transformación digital. La empresa está especializada en ingeniería de productos digitales, soluciones de inteligencia artificial y aprendizaje automático, desarrollo de software a medida y SaaS, automatización empresarial y una amplia gama de servicios de TI adaptados a diversos sectores.

## Historia
Instinctools fue fundada por Alexey Spas y Diethard Sohn en Stuttgart, Alemania, en el año 2000. En 2009, Instinctools lanzó DITAworks, un producto SaaS para la gestión de documentación técnica.
En 2020, la empresa abrió un centro de desarrollo en Varsovia, Polonia, dando lugar a su primera gran expansión internacional. En 2021, instinctools se convirtió en Socio Certificado de Microsoft (Microsoft Certified Partner). En 2022, la empresa abrió un centro de desarrollo en Astaná, Kazajistán, convirtiéndose en residente de Astana Hub, y formó una asociación estratégica con ForUse para expandirse en el mercado norteamericano.
También en 2022, Instinctools se asoció con OVHcloud, un proveedor europeo de servicios en la nube.
En 2022, la empresa recibió los premios TechBehemoths en desarrollo de aplicaciones móviles y desarrollo web (Alemania). En 2023, Instinctools fue reconocida de nuevo por TechBehemoths con premios en desarrollo de WordPress, desarrollo de software a medida y desarrollo de ReactJS (Alemania).
En 2024, la empresa lanzó un nuevo centro de desarrollo en Ahmedabad, India, continuando su expansión global. El mismo año, recibe un premio TechBehemoths por Desarrollo Web en Alemania.

## Servicios
La empresa ofrece servicios a través de la transformación digital, incluyendo desarrollo de software a medida, soluciones de IA y AA, desarrollo de aplicaciones web y móviles, diseño de UI/UX, modernización de sistemas empresariales, desarrollo de IoT, la nube y DevOps, y soporte y mantenimiento. Instinctools atiende a clientes en diversos sectores, como salud, fintech, fabricación, construcción, logística, automoción, comercio electrónico, biotecnología, educación y medios de comunicación.